# Mario Bonnard
Mario Bonnard (Roma, 21 de junio de 1889-Roma, 22 de marzo de 1965) fue un director, guionista, actor y productor cinematográfico de nacionalidad italiana.

## Biografía
Nacido en Roma, Italia, Mario Bonnard debutó en el cine como actor en 1909, dejando de actuar a partir de 1924, por lo que su carrera interpretativa tuvo lugar durante la época del cine mudo. En esos años creó un personaje recurrente, una especie de dandy a la italiana que inspiraría a Ettore Petrolini el personaje del latin lover Gastone.
En 1916 dirigió su primer film, continuando con esta actividad hasta 1961. En 1919 dirigió a Ettore Petrolini en su primera interpretación cinematográfica en la película Mentre il pubblico ride, basada en una obra de teatro del mismo Petrolini y del futurista Francisco Cangiullo.
Antes de la llegada del cine sonoro trabajó en Alemania, dirigiendo varias películas interpretadas por Luis Trenker. De nuevo en Italia en 1932, hizo varias películas con las estrellas más importantes de la época: Assia Noris, Elsa Merlini, Amedeo Nazzari, Luisa Ferida y Henry Viarisio, destacando de entre ellas Il feroce Saladino (1937). En los años de la Segunda Guerra Mundial Bonnard dirigió dos obras no desprovistas de una gracia fresca: Avanti c'è posto... (1942), interpretada por Aldo Fabrizi y Cesare Zavattini, y Campo de' Fiori (1943), con Fabrizi y Anna Magnani.
En los años posbélicos tuvo una extensa producción, y demostró ser un gran profesional atento a los gustos del público, dirigiendo obras que iban desde la comedia al drama de época, pasando por la temática sentimental.
Insuperable director de masas (Fra Diavolo) y de tramas históricas (Il ponte dei sospiri), con Città dolente (1948), una película prácticamente ignorada por el público, documentó el éxodo istriano-dálmato, mientras que con Los últimos días de Pompeya (1959), film interrumpido por una enfermedad y luego completado por Sergio Leone, probaba que con una sabia dirección y recursos limitados se podía competir con producciones a gran escala de los Estados Unidos.
A lo largo de su carrera, además de producciones italianas, la mayor parte, dirigió también cintas alemanas y francesas, al igual que varias coproducciones. En algunas de las películas dirigidas por él también fue actor y guionista, y ejerció como productor en tres ocasiones.
Mario Bonnard falleció a causa de un infarto agudo de miocardio en 1965 en Roma.

## Selección de su filmografía
Como director, salvo mención contraria
- 1909 : Othello, de Gerolamo Lo Savio (como actor)
- 1912 : Parsifal, de Mario Caserini (como actor)
- 1915 : Titanic, de Pier Angelo Mazzolotti (como actor)
- 1916 : Catena, con Diana Karenne
- 1916 : Don Giovanni, de Edoardo Bencivenga (como actor)
- 1919 : Mentre il pubblico ride, con Ettore Petrolini y Nini Dinelli
- 1920 : Il rosso e il nero, (+ actor)
- 1921 : L'amico (+ productor y actor)
- 1923 : Il tacchino, con Marcel Lévesque (+ actor)
- 1924 : La maschera che ride (+ actor)
- 1926 : Die Flucht in den Zirkus, con William Dieterle (+ guionista ; codirección de Guido Parish)
- 1927 : Der goldene Abgrund, con Hans Albers y André Roanne
- 1928 : Das letze Souper, con Jean Bradin
- 1928 : Die Sünderin, con John Loder
- 1928 : Der Kampf ums Matterhorn, con Luis Trenker (codirección de Nunzio Malasomma)
- 1929 : Anschluß um Mitternacht, con Curt Bois y Jean Bradin
- 1929 : Der Ruf des Nordens, con Luis Trenker y Aribert Mog (codirección de Nunzio Malasomma)
- 1930 : Der Sohn der weißen Berge, codirección de Luis Trenker (+ guionista)
- 1930 : Die heiligen drei Brunnen, con Luis Trenker
- 1931 : Fra Diavolo, (+ guionista)
- 1932 : Pas de femmes, con Fernandel, Raymond Aimos y Georgius
- 1932 : Trois hommes en habit (+ guionista y montador)
- 1933 : Ève cherche un père, con Jean-Pierre Aumont y Charles Deschamps
- 1933 : Le Masque qui tombe (+ guionista y productor)
- 1934 : La Marche nuptiale (+ guionista)
- 1936 : Trenta secondi d'amore, con Anna Magnani (+ guionista)
- 1937 : Il feroce Saladino, con Alida Valli y Alberto Sordi
- 1939 : Frenesia, con Betty Stockfeld (+ guionista)
- 1939 : Io, suo padre (+ guionista)
- 1940 : Il ponte dei sospiri, (+ guionista)
- 1940 : La gerla di papà Martin (+ guionista)
- 1941 : Il re si diverte, con Michel Simon, Rossano Brazzi y Carlo Ninchi (+ guionista)
- 1941 : Marco Visconti, con Carlo Ninchi (+ guionista)
- 1942 : Avanti, c'è posto..., con Aldo Fabrizi (+ guionista)
- 1943 : Campo de' Fiori, con Anna Magnani y Aldo Fabrizi (+ guionista)
- 1943 : Che distinta famiglia !, con Gino Cervi, Assia Noris y Paolo Stoppa (+ guionista)
- 1945 : Il ratto delle sabine, con Totò
- 1949 : Margherita da Cortona

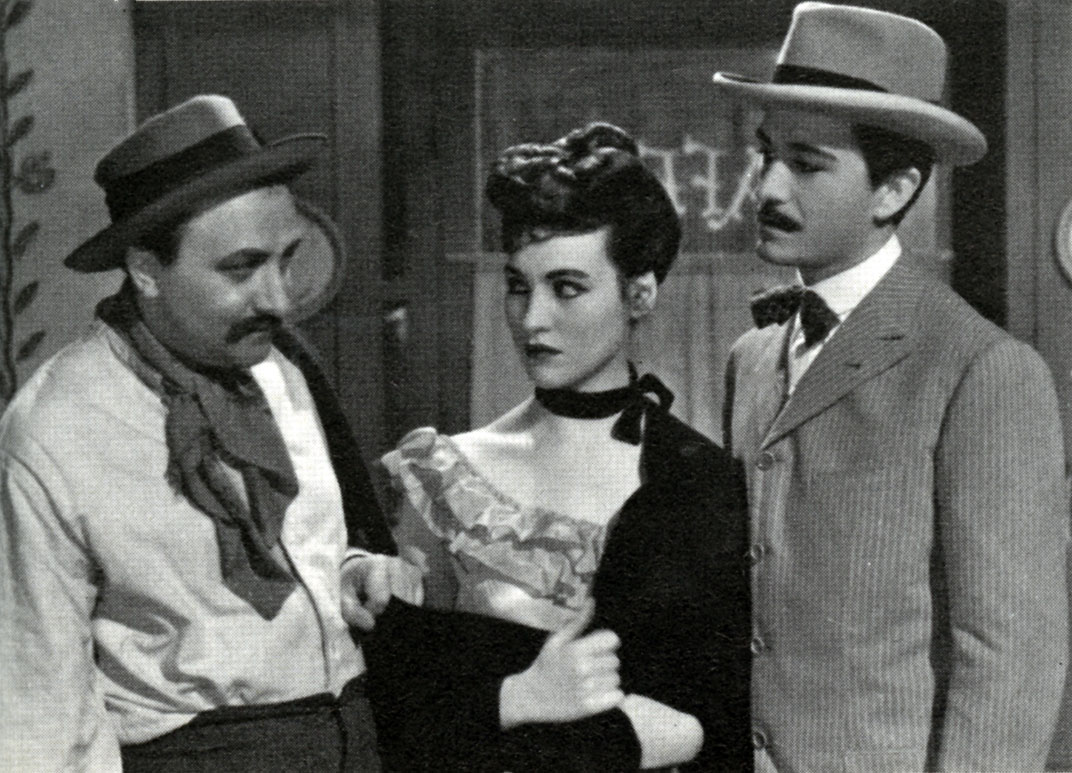
Maria Grazia Francia (n. 1931) en un fotograma de la película de 1950 Il voto.

- 1950 : Il voto, con Sophia Loren (+ guionista)
- 1951 : Stasera sciopero, con Marcella Rovena (+ guionista)
- 1951 : L'ultima sentenza, con Charles Vanel, Antonella Lualdi y Eleonora Rossi Drago (+ guionista)
- 1953 : Frine, cortigiana d'Oriente, (+ guionista)
- 1954 : Tradita, con Brigitte Bardot y Lucía Bosé (+ guionista)
- 1955 : La ladra, con Henri Vilbert
- 1956 : Mi permette, babbo !, con Alberto Sordi y Aldo Fabrizi
- 1958 : Afrodite, dea dell'amore, con Isabelle Corey y Irène Tunc (+ guionista)
- 1959 : Los últimos días de Pompeya, con Steve Reeves, Christine Kaufmann y Fernando Rey (codirección de Sergio Leone, sin acreditar)
- 1960 : Gastone, con Alberto Sordi, Magali Noël, Vittorio de Sica y Paolo Stoppa (+ guionista)
- 1961 : I masnadieri, con Daniela Rocca y Yvonne Sanson (+ guionista)